# Zonitolytta
Zonitolytta là một chi bọ cánh cứng trong họ Meloidae.
Chi này được miêu tả khoa học năm 1927 bởi Pic.

## Các loài
Chi này gồm các loài:
- Zonitolytta robusta Pic, 1927